# (373) Melusina
(373) Melusina es un asteroide perteneciente al cinturón de asteroides descubierto el 15 de septiembre de 1893 por Auguste Honoré Charlois desde el observatorio de Niza, Francia.
Está posiblemente nombrado por Melusina, personaje del folclore medieval francés.